# Pycnonotus xanthorrhous
Pycnonotus xanthorrhous е вид птица от семейство Pycnonotidae.

## Разпространение
Видът е разпространен във Виетнам, Китай, Лаос, Мианмар и Тайланд.